# Albert Miller (Leichtathlet)

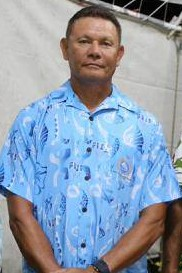
Albert Miller 2014

Albert Barry Miller (* 12. Dezember 1957 in Kasavu) ist ein fidschianischer Zehnkämpfer und Hürdenläufer.
1983 siegte er bei den South Pacific Games in Apia im Zehnkampf und gewann Silber über 110 m Hürden. Beim Zehnkampf der Olympischen Spiele 1984 in Los Angeles gab er auf.
1986 wurde er bei den Commonwealth Games in Edinburgh Zehnter im Zehnkampf. Im Jahr darauf verteidigte er bei den South Pacific Games in Nouméa seinen Titel im Zehnkampf und wurde erneut Zweiter über 110 m Hürden. Bei den Olympischen Spielen 1988 in Seoul belegte er im Zehnkampf den 32. Platz und schied über 110 m Hürden im Vorlauf aus.
1991 siegte er bei den South Pacific Games in Port Moresby zum dritten Mal in Folge im Zehnkampf und gewann Bronze über 110 m Hürden. Bei den Olympischen Spielen 1992 in Barcelona kam er im Zehnkampf auf Rang 24 und schied über 110 m Hürden in der ersten Runde aus. 1995 holte er bei den South Pacific Games in Papeete Silber im Zehnkampf.
Seit 2010 ist er Präsident des fidschianischen Leichtathletikverbandes.

## Bestleistungen
- 110 m Hürden: 14,3 s, 1983
- Zehnkampf: 7397 Punkte, 24. Mai 1983, Cape Girardeau (fidschianischer Rekord)